# Línea 4 del Metro de São Paulo
La Línea 4 - Amarilla es una de las seis líneas que conforman el Metro de São Paulo y una de las trece líneas que conforman la Red Metropolitana de Transporte de São Paulo. Está constituida por el tramo comprendido entre las estaciones Luz y Vila Sônia, y posee actualmente 11 estaciones a lo largo de sus 12,8 km y transporta alrededor de 800 000 usuarios/día.  Inaugurada en 2010, fue la primera línea de metro en América Latina en utilizar trenes sin conductor, siendo además la primera de la red de São Paulo operada por una empresa privada. 
La línea funciona todos los días desde las 4:40 a. m. hasta la media noche. El primer tramo, entre las estaciones Faria Lima y Paulista, fue inaugurado el 25 de mayo del 2010. Desde el 17 de diciembre de 2021, la línea cuenta con once estaciones desde Vila Sônia hasta Luz. En 2024 se firmó el contrato para la construcción de las estaciones Chácara do Jockey y Taboão da Serra, una extensión de 3,3 km. Es administrada por la empresa privada ViaQuatro, perteneciente al grupo CCR, a través de una concesión público-privada con una duración de 30 años. Originalmente era llamada Línea Sudeste-Sudoeste.

## Historia

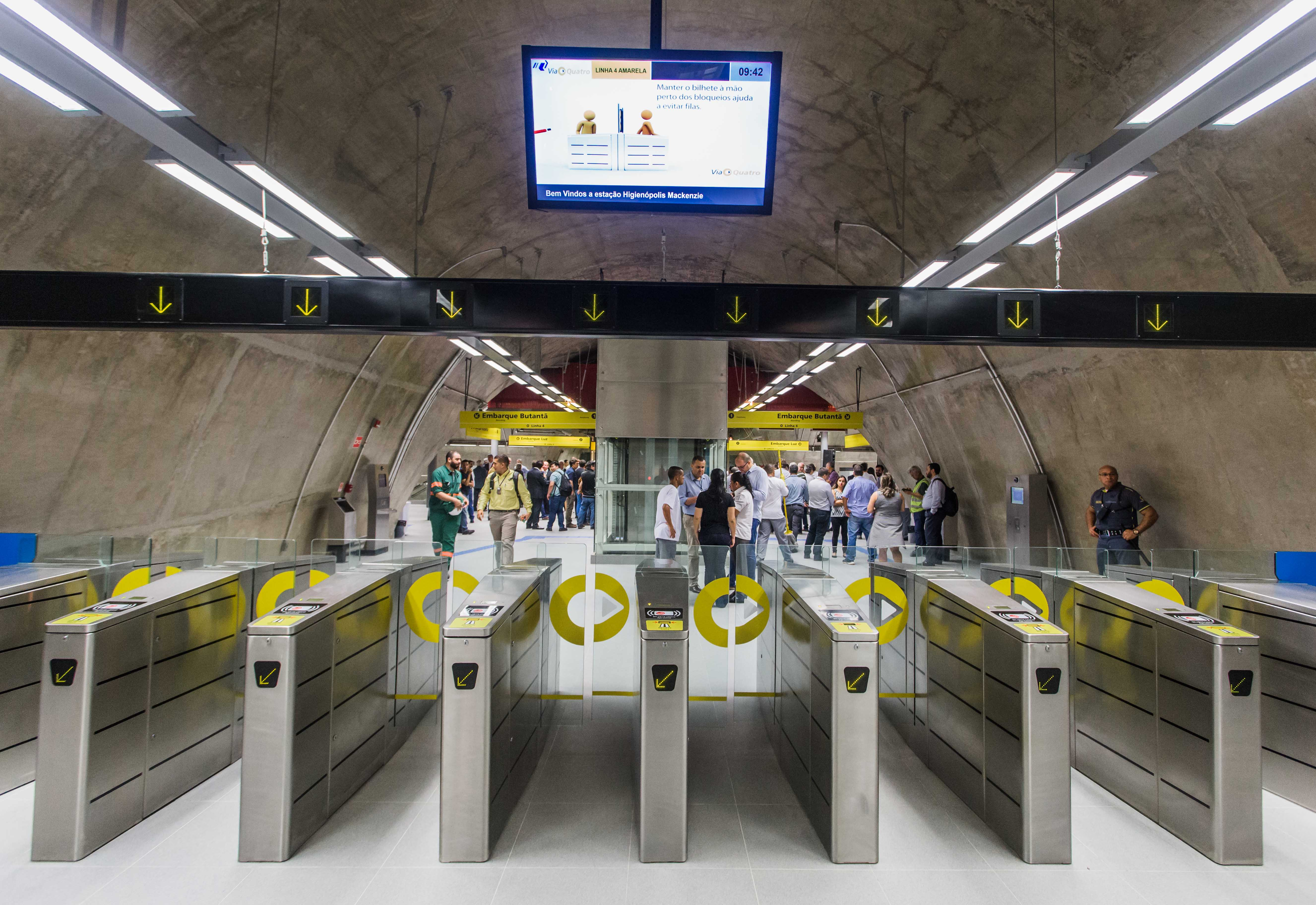
Validadores de tarjeta en la Estación Higienópolis-Mackenzie.

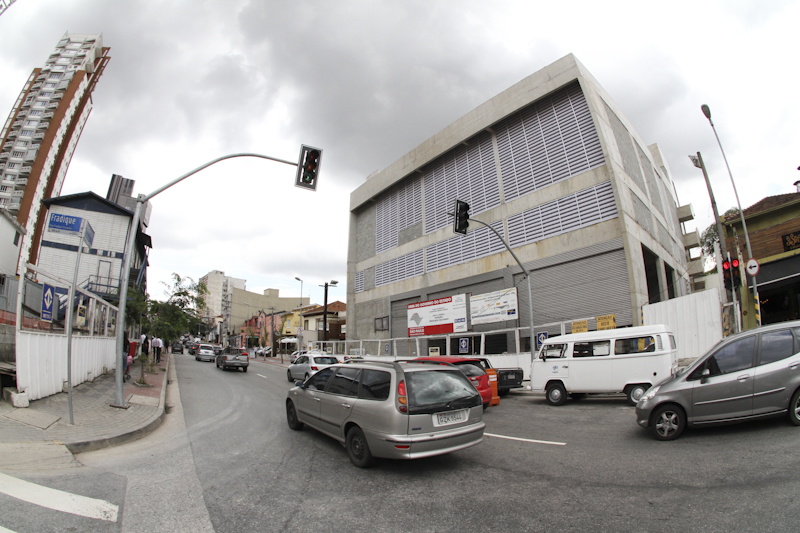
Obras en la Estación Fradique Coutinho.

Idealizada desde los años 1940, el trazado de la Línea 4 - Amarilla estuvo presente en todos los estudios para la implementación del metro en São Paulo desde entonces. Su trazado se consolidó en 1968, cuando fueron los estudios iniciales para la implementación de la actual red de metro, recibiendo, en aquella ocasión, el nombre de "Línea Sudeste-Sudoeste". En forma de "parábola", conectaría los barrios de Pinheiros y Sacomã, pasando por el Centro, cortando la línea Leste-Oeste del Metro en las estaciones República y Pedro II. La consolidación del proyecto sucedió recién en 1993, cuando el primer proyecto básico fue elaborado, ya sin el tramo Sudeste, e incorporado a otras directrices de expansión del metro y mejorías de los trenes metropolitanos. La construcción del Expresso Tiradentes (antiguo Fura-Fila), proyectado en la gestión del alcalde Celso Pitta y con el primer tramo entregado en 2007, reforzó aún más la intención de ser construida la Línea 4 solamente en el vector sudoeste de la ciudad, a partir de la Estación Luz.

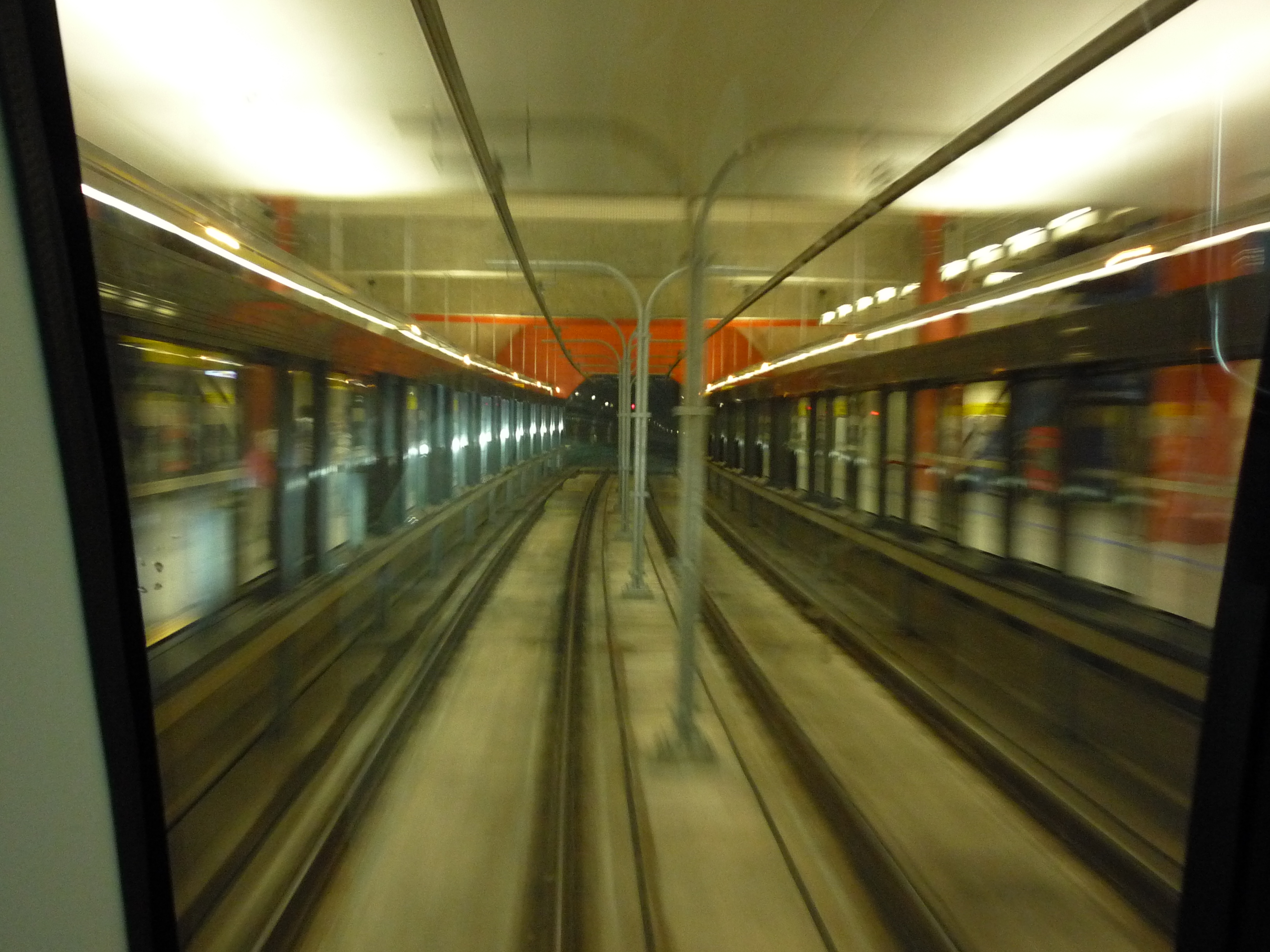
Tren sin conductor llegando a la Estación Luz.

Plataformas de integración llegaron a ser construidas en las estaciones República y Pedro II, pero nunca fueron utilizadas. Las plataformas de la estación República, construidas en la década de 1980, previéndose otra configuración de la Línea 4, fueron demolidas para permitir el pasaje de la tuneladora, equipamiento que construyó el túnel de la Línea 4 entre las estaciones Faria Lima y Luz; La plataforma de la estación Pedro II se transformó en un depósito. Aun en la década de 1990, el Metro planeo llevar la Línea 4 hasta la Estación Tatuapé, con la intención de quitar congestionamiento a la Línea 3 - Roja. Esta idea fue descartada, habiendo sido substituida por una posible expansión de la Línea 2 - Verde hasta la mencionada estación.

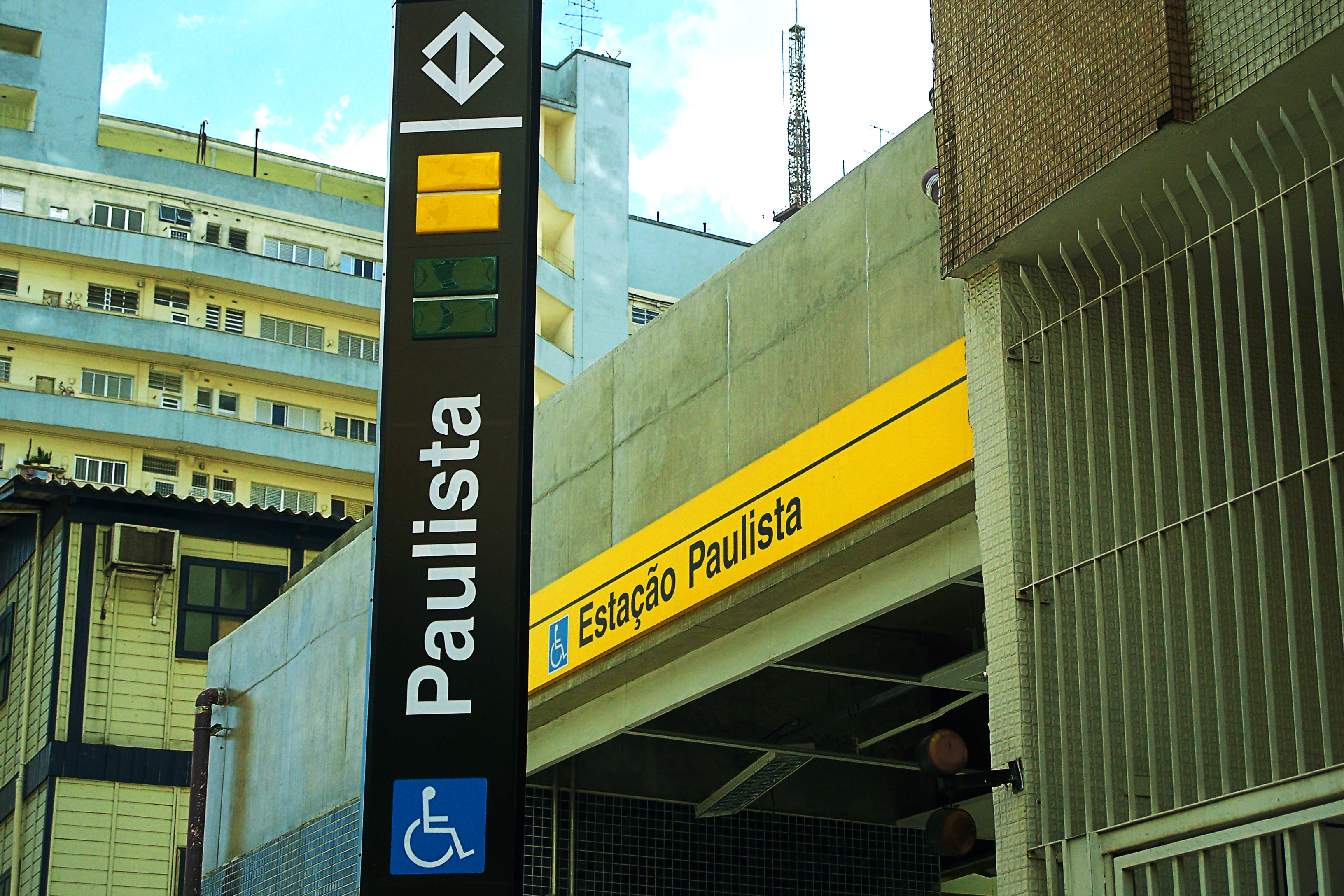
Estación Paulista.

Entre las estaciones Butantã y São Paulo-Morumbi, estaba prevista la construcción de la Estación Tres Poderes. Los habitantes de esta región, temiendo un considerable aumento en el movimiento de personas en las cercanías y la pérdida de la tranquilidad del barrio, protestaron contra la terminal de buses. No habiendo flujo de personas suficiente para la estación sin la terminal, la estación fue retirada del proyecto.

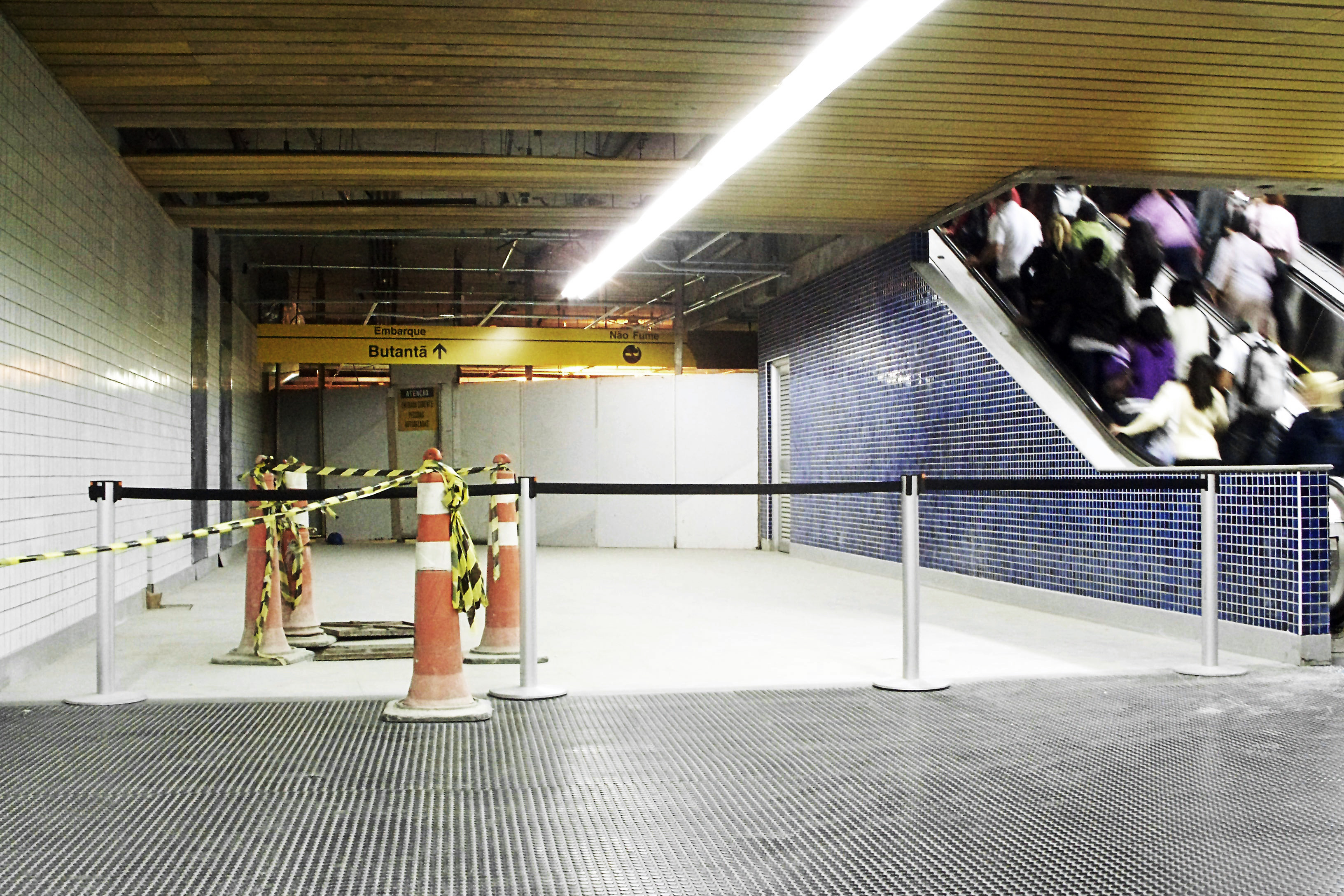
Obras en la plataforma de la Línea 4 en la Estación República.

A pesar de ser divulgada desde 1995, aun en la gestión de Mário Covas, la línea está en construcción desde 2004 e integra las líneas 1-Azul, 2-Verde y 3-Roja del Metro en las estaciones Luz, Paulista y República, respectivamente, sirviendo a las regiones de Jardim Paulista, Avenida Rebouças, Luz, Pinheiros, Jardins, Avenida Paulista, Higienópolis, Consolação, República y Bom Retiro.
La construcción de la Línea 4 - Amarilla se está dando en tres fases:
- Construcción de los túneles y vías entre Luz y Vila Sonia, y de las Estaciones Butantã y Faria Lima, además de las de integración (Luz, República, Paulista, y Pinheiros - integración con la Línea 9 de CPTM y la operación de la línea con catorce trenes. Comenzó en mayo de 2010 la operación solamente de las estaciones Faria Lima y Paulista, con las demás de la primera fase siendo entregadas entre el primer y el segundo trimestre del 2011.
- Construcción de las estaciones Higienópolis, Oscar Freire, Fradique Coutinho, São Paulo-Morumbi y Vila Sônia, con la incorporación de 15 trenes más, totalizando 29. No hay un pronóstico oficial, pero el Jornal da Tarde cree que estarán listas para el 2014.[10]
- Extensión operativa Vila Sônia ↔ Taboão da Serra realizada por Ómnibus gratuitos.

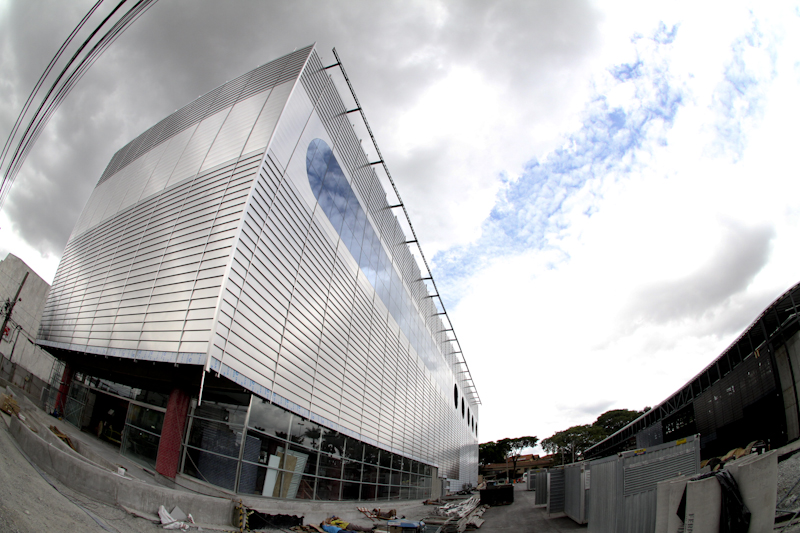
Obras en la Estación Butantã.

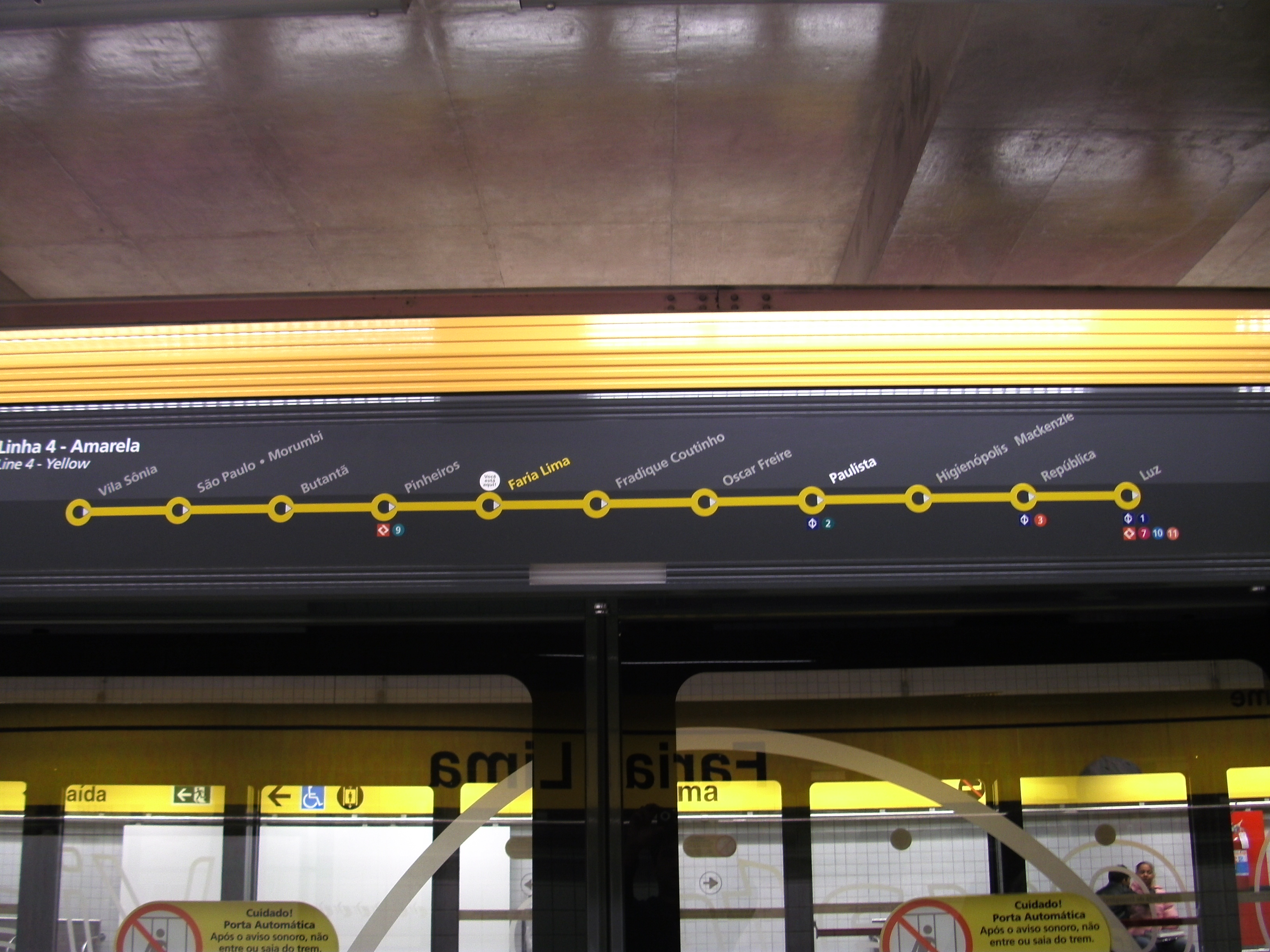
Letrero de la línea en la Estación Faria Lima.

Se aprovechó el método de construcción, y fueron utilizados los túneles de excavación creados para la construcción de las estaciones, que después se volverán los accesos a las estaciones y/o salidas de ventilación. La excavación de la línea con la tuneladora finalizó el 14 de agosto de 2009, cuando la misma llegó a la Estación Luz, faltando solamente la excavación de 470 metros más de túnel hasta el pozo João Teodoro, para maniobras y estacionamiento de composiciones en el futuro. Los trabajos de la máquina fueron concluidos el 13 de octubre del 2009, cuando la misma llegó al pozo, siendo su largo proceso de desmantelamiento iniciado enseguida. Cinco trenes coreanos comenzaron a ser testeados en la línea luego del fin de las obras civiles de las Estaciones Paulista, Faria Lima y Butantã, concluidas en febrero del 2010.
El inicio de las operaciones entre las estaciones Paulista y Faria Lima, tenía pronóstico de entrega en abril de 2010, pero aun en mayo eso no había ocurrido. Se pensaba que el atraso podría estar unido al ajuste del 20% menos de inversión por parte del gobierno de São Paulo en 2009. La inauguración fue finalmente marcada para el 25 de mayo, con solamente tres días de anticipación, y el atraso fue acreditado a las pruebas de los trenes, a causa de "pequeñas fallas de sincronización entre las puertas de las composiciones y las puertas de las plataformas". "De mil paradas, 998 tienen que ser perfectas", dijo José Luiz Portella, secretario estadual de Transportes Metropolitanos, al portal del periódico O Estado de S. Paulo. "Si fueran 997, no liberaríamos la abertura." Esta vez la inauguración sucedió en la fecha marcada, más allá de que las entradas solo hayan sido abiertas al público con una hora y media de atraso, al sonido de las baterías de la escuela de Samba Tom Maior, que exaltaba el evento con los versos "Allá viene ella, es nuestra Línea Amarilla".
Los trenes que recorran este tramo durante la primera fase no pararán en las dos estaciones entre ellas, estas estaciones estarán con las luces apagadas por dos meses, impidiendo su visualización desde los trenes por parte de los pasajeros. Al comienzo, mismo la operación entre estas dos estaciones serán realizadas en días hábiles y fuera de las horas pico, solamente desde las 9 a 15 horas, para que sean realizados algunos ajustes, con el pronóstico de estandarizar el horario con las otras líneas en un periodo de hasta seis meses. Por un periodo luego del inicio de las operaciones asistidas, los viajes en la línea serán gratuitos, pero la conexión entre las estaciones Paulista y Consolação permanecerá cerrada. En los dos primeros días de operación asistida un gran número de pasajeros tuvo la intención de usar la conexión, que cuenta con esteras mecánicas (una novedad en el Metro de São Paulo), pero, como la Línea 4 aún no cobra tarifa, el pasaje es posible solamente en el sentido opuesto. El día 18 de junio consorcio ViaQuatro anunció que la cobranza de tarifas, las mismas que se cobran en las otras estaciones del sistema, comenzaría el día 21. Durante el período de acceso gratuito la media de pasajeros por día fue de cerca de doce mil, seis veces más que lo que se había previsto inicialmente, siendo que en el segundo día fueron cerca de diecinueve mil pasajeros.
El 28 de marzo de 2011 fue inaugurada la estación Butantã En 16 de mayo siguiente la estación Pinheiros con su conexión con la línea esmeralda. Las estaciones de la línea en República y Luz, comenzaron a operar desde el 15 de septiembre de 2011. En 2014 fue inaugurada la Estación Fradique Coutinho y en 2018 las estaciones Higienópolis-Mackenzie y Oscar Freire.

## Características

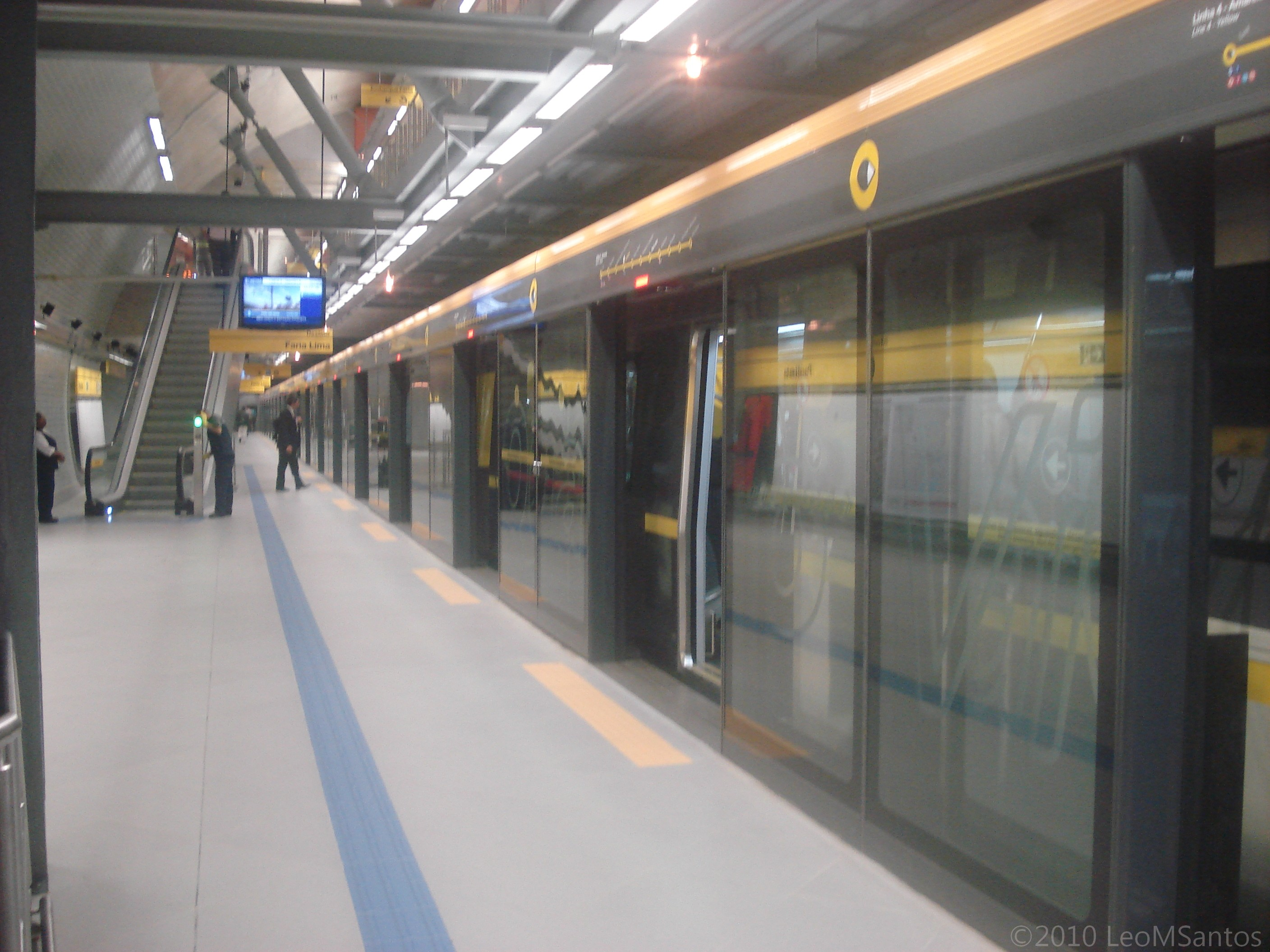
Puertas de Plataforma de la Estación Paulista.

La línea, siendo la más moderna e innovadora de América Latina, es considerada estratégica pues, en conjunto con las demás líneas del Metro y de la CPTM, configuró el sistema como una verdadera red. Las estaciones tienen puertas de plataforma, que separan a los usuarios de la vía, evitando accidentes. Sistema semejante opera en la línea 14 del Metro de París y también está en instalación para otras estaciones del Metro de São Paulo. Los trenes son de seis coches, vía alimentación catenaria (aérea), y no tienen separaciones entre los vagones.
La línea está integrada con las tres principales líneas (1, 2 y 3), además de otras dos que están en proyecto, e integrada a terminales de Ómnibus en las estaciones Faria Lima, Butantã, São Paulo-Morumbi y posiblemente en Vila Sônia, en una segunda fase. La terminal de la Estación Butantã recibirá las líneas provenientes de la USP (Ciudad Universitária), Jardim Bonfiglioli y otros barrios que se localizan alrededor de la Autopista Raposo Tavares, además de líneas metropolitanas controladas por la EMTU. Se pronostica que, después de finalizada, a línea reciba cerca de 970 mil pasajeros por día.
Existe además estudios para la implementación de una terminal de Buses de media capacidad integrada a la Estación Vila Sônia, que recibiría líneas con destino al Valle de la Rivera (sur del estado) y a la Región Sur del país (excepto Oeste de Paraná). Esta terminal representaría una economía de cerca de una hora de viaje (o más), relativa al descongestionamiento de los Ómnibus por el tramo urbano de la Capital para él Terminal Rodoviário Tietê y el Terminal Rodoviário Barra Funda (interestadual) hasta el comienzo de la Autopista Régis Bittencourt, evitándose el tránsito de Ómnibus por las marginales Tietê y Pinheiros, autopistas que poseen hoy tránsito congestionado en la mayor parte del día.
La demanda prevista para cuando la línea sea finalizada en su totalidad es de 900 mil pasajeros por día.

### Datos generales
- 2 de septiembre de 2004: inicio de los trabajos de construcción.
- 25 de mayo de 2010: inauguración de las estaciones Paulista y Faria Lima, operando de 9 a 15 horas.[7]
- 2 de junio de 2010: excepcionalmente la línea permanece abierta el feriado de Corpus Christi.[27]
- 21 de junio de 2010: inicio de la cobranza de tarifa y de la operación comercial en la línea.[22]
- 28 de marzo de 2011: inauguración de la estación Butantã.[23]
- 16 de mayo de 2011: inauguración de la estación de Metrô Pinheiros con su conexión con la Línea 9 de CPTM.[28]
- 15 de septiembre de 2011: comienza a operar a Línea 4 Amarilla en las estaciones Luz[25] y República.[24]
- 16 de octubre de 2011: la Línea 4 Amarilla comienza a funcioar todos los días incluidos los domingos, en el mismo horario de todas las demás líneas el Metro de São Paulo.[6]
- 17 de diciembre de 2021: inauguración de la Estación Vila Sónia[4]

### Estaciones
| Sigla* | Estación                 | Integración                                                                      | Plataformas | Posición     | Lugares | Año apertura | Distrito   |
| ------ | ------------------------ | -------------------------------------------------------------------------------- | ----------- | ------------ | --- | ------------ | ---------- |
| LUZ    | Luz                      | Línea 1 - Azul, Líneas 7, 10, 11 - Expresso Leste de CPTM                        | Laterales   | Subterránea  | Museo de la Lengua Portuguesa, Pinacoteca del Estado, Parque da Luz y Avenida Prestes Maia                                  | 2011.        | Bom Retiro |
| REP    | República                | Línea 3 - Roja                                                                   | Laterales   | Subterránea  | Plaza de la República, Edificio Italia, Edificio Copan, Teatro Municipal, Galería del Rock, Cine Marabá y Largo de Arouche. | 2011         | República  |
| HIG    | Higienopólis - Mackenzie | Línea 6-Naranja                                                                  | Laterales   | Subterránea  | Universidad Mackenzie, Tribunal Regional del Trabajo de Segunda Región.                                                     | 2018         | Consolação |
| PTA    | Paulista                 | Línea 2 - Verde                                                                  | Laterales   | Subterránea  | Avenida Paulista, Iglesia y Colegio São Luís, Cine Bellas Artes                                                             | 2010         | Consolação |
| FRE    | Oscar Freire             |                                                                                  | Laterales   | Subterránea  | Rua Oscar Freire | 2018         | Pinheiros  |
| FRA    | Fradique Coutinho        |                                                                                  | Laterales   | Subterránea  | Rua Fradique Coutinho | 2014         | Pinheiros  |
| FAL    | Faria Lima               | Terminal de Ómnibus                                                              | Laterales   | Subterránea  | Avenida Brigadeiro Faria Lima, Shopping Iguatemi, SESC - Unidade Pinheiros.                                                 | 2010         | Pinheiros  |
| PIN    | Pinheiros                | Línea 9 - Esmeralda.                                                             | Laterales   | Subterránea. | Marginal Pinheiros, SABESP, CETESB, Subprefectura de Pinheiros, Editora Abril, Centro Brasileño Británico                   | 2011         | Pinheiros  |
| BUT    | Butantã                  | Terminal urbano                                                                  | Laterales   | Subterránea  | Instituto Butantã, Casa do Bandeirante y Ciudad Universitária de la USP.                                                    | 2011         | Butantã    |
| MBI    | São Paulo - Morumbi      | Línea 17 - Oro, Terminal urbano                                                  | Laterales   | Subterránea  | Estádio Morumbi. | 2018         | Morumbi    |
| VSO    | Vila Sónia               | Extensión de Ómnibus para Taboão da Serra; Terminal de Ómnibus de SPTrans y EMTU | Laterales   | Subterránea  | Terminal de Ómnibus de SPTrans y EMTU                                                                                       | 2021         | Vila Sônia |

### Composiciones y rieles

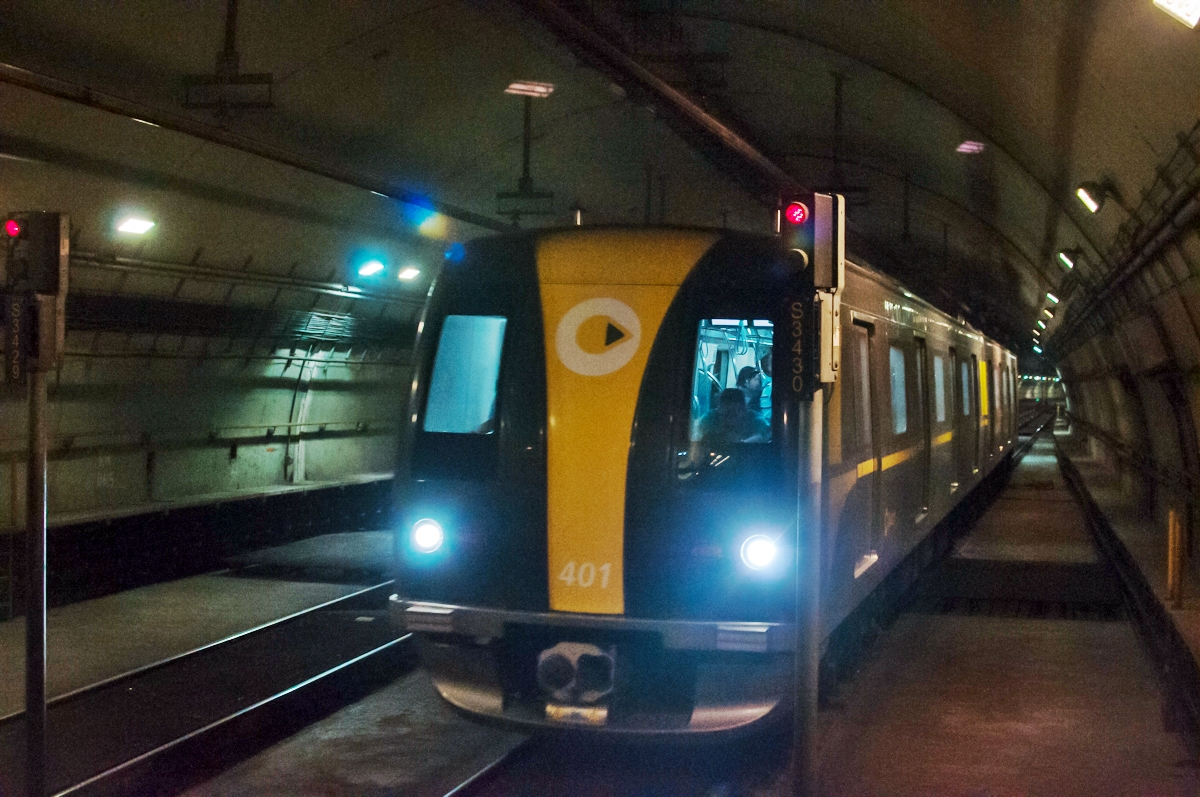
Tren de la línea 4

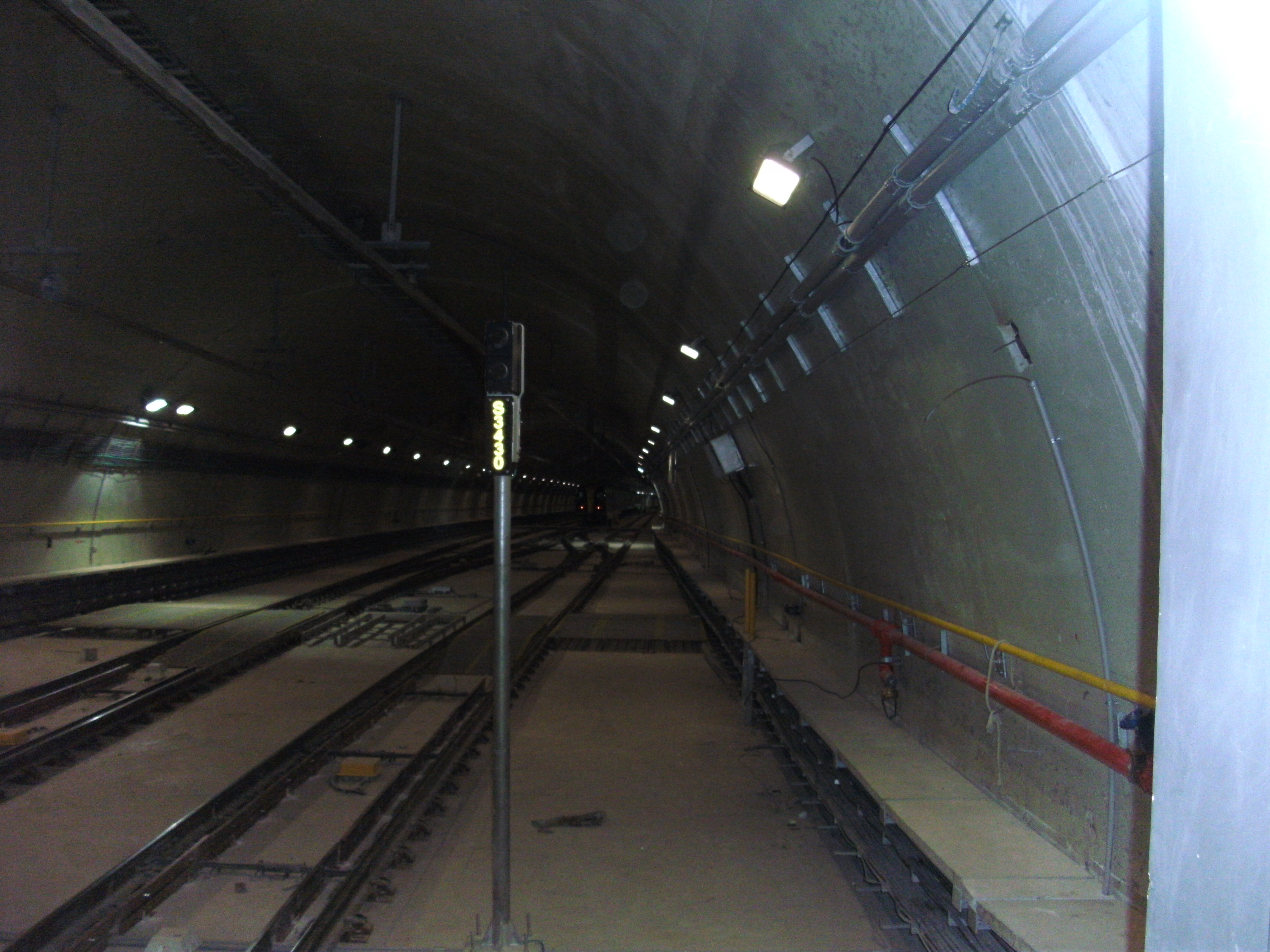
Rieles de la línea 4

El consorcio ganador de la concesión de la línea 4 ya fue seleccionado y se llama ViaQuatro. Ellos deberán obedecer el pliego de la licitación público-privada que determina como serán los trenes que irán a operar en la expansión de la línea 4: deberán tener acho de vía internacional, de 1435mm, a diferencia del ancho largo (1600mm) presente en las líneas 1, 2 y 3, y alimentación vía catenaria (aérea), como en la línea 5 - Lila. La tensión será de 1500 volts. En marzo de 2010 cinco de las catorce composiciones iniciales ya estaban en pruebas.
Las composiciones, fabricadas en Corea del Sur, poseen el sistema driverless, inédito hasta entonces en América Latina, que permite que el tren sea operado sin conductor en su cabina. Los vagones estarán todos interconectados por corredores articulados y contarán además con aire acondicionado, señal de celular, red wireless de acceso a internet y música ambiente.
Los trenes contarán con salida de emergencia por el frente y por detrás del tren, donde la máscara frontal del tren se baja, abriendo el pasaje y además creando una rampa por donde los pasajeros podrán descender y andar, por los rieles, hasta la estación más cercana. También por esto, el espacio entre los rieles fue des electrificado, para evitar accidentes en una evacuación. Además de esto, existen pasarelas laterales en los tramos entre las estaciones, como en las otras líneas. Entonces, los pasajeros de los vagones intermedios pueden salir, y utilizar el pasaje libre entre los trenes, el llamado salón único, donde no hay puerta que impida el pasaje entre los vagones.
Cada composición transportará 1946 pasajeros (siendo 306 sentados), el 25% más que los trenes de otras líneas, más allá de que los lugares para lisiados sean solamente 32, contra sesenta en las otras líneas, lo que fue explicado por ViaQuatro como cumplimiento del Estatuto del Lisiado, que exige solamente 10%. La disposición de los asientos dentro de los trenes también será diferente, más parecida a la utilizada por CPTM.

## Asociación público-privada
Esta fue la primera línea de metro en Brasil en ser operada por medio del régimen de licitación público-privada. Fue concedida a la iniciativa privada el derecho de explotación de la línea durante treinta años, con posibilidad de prórroga, cuando entonces será devuelta al gobierno del Estado, para operación directa o una nueva concesión. A cambio, la concesionaria invertirá en toda la flota de trenes necesarios para la operación, además de otras inversiones. Tal licitación generó indignación por parte de los funcionarios del metro contra lo que consideraron una "privatización", al punto de haber provocado una huelga el 15 de agosto del 2006. Dicha protesta no logró impedir el proceso y el proyecto fue mantenido. La licitación fue realizada, con la participación de dos consorcios de empresas interesadas.
La asociación Público-Privada funciona de la siguiente manera:
- El gobierno del Estado invertirá más de US$ 922 millones, o el 73% de los recursos, mientras que la iniciativa privada unos US$ 340 millones, 27% del total;
- El consorcio tendrá la concesión de la línea por 30 años, siendo obligado a mantener y operar, teniendo la facturación de la línea a su favor;
- El Concesionario tendrá el derecho de explotar emprendimientos asociados en las estaciones, tales como tiendas, shoppings, estacionamientos, publicidades durante el plazo de la concesión;
- Fue instituido un mecanismo de compensación financiera entre el Estado y el Concesionario, en el caso de que la demanda del servicio sea inferior o superior a lo previsto.

Además de esos términos, el pliego de la asociación define también la personalización de la línea:
- La línea deberá respetar los mismos patrones de excelencia del metro en términos operativos, de limpieza y seguridad.
- La tarifa cobrada en la línea 4 será la misma que en las otras líneas de Metro y CPTM.

## Accidentes
Durante la construcción de la Estación Pinheiros en la expansión de la línea 4, el 12 de enero del 2007, una gran parte del túnel de acceso a la construcción de la estación se desmoronó, abriendo un cráter de más de ochenta metros de diámetro. Siete personas murieron en el accidente. Varias casas afectadas y diversos coches fueron tragados por el cráter, inclusive un microbús que pasaba por la región en el momento exacto del accidente.
Después de la secuencia del accidente de Pinheiros, la revista Época, junto con la TV Globo, realizaron una serie de denuncias acerca de la seguridad de las demás estaciones aun en construcción de la línea, destacando especialmente la Estación Paulista, en el barrio Consolação, en una región muy densa, donde un cráter como el de Pinheiros hubiera sido con muchas más víctimas.
Las obras de la línea estuvieron entonces paradas por cerca de dos meses. A causa de esas denuncias, el cronograma general de la línea se atrasó en cerca de cuatro meses, y las obras de la Estación Pinheiros pudieron ser reanudadas solo después de concluidos los análisis para descubrir la causa del accidente. La entrega de dicha estación estaba prevista para agosto de 2008, diecinueve meses después del accidente, lo que representó casi dos años de atraso en las obras de la misma.
Algunos meses después de reanudadas las obras, hubo un vaciamiento de los túneles (cuando dos equipos de trabajo, cada uno excavando un tramo del túnel se encontraron), cuando se constató un error de ochenta centímetros entre los túneles.
En abril de 2010 una grúa de cerca de treinta metros de altura se cayó en las obras de la futura Estación São Paulo-Morumbi al izar materiales del fondo de uno de los pozos, cayendo sobre la calzada de la Avenida Professor Francisco Morato, sin causar heridos o interrumpir los trabajos.

### Investigaciones
La obra, realizada por la constructora Camargo Correa, está sobre sospechas de irregularidades, de acuerdo con el Ministério Público Federal de São Paulo, conforme investigaciones efectuadas en la Operación Castillo de Arena de la Policía Federal.

## Galería

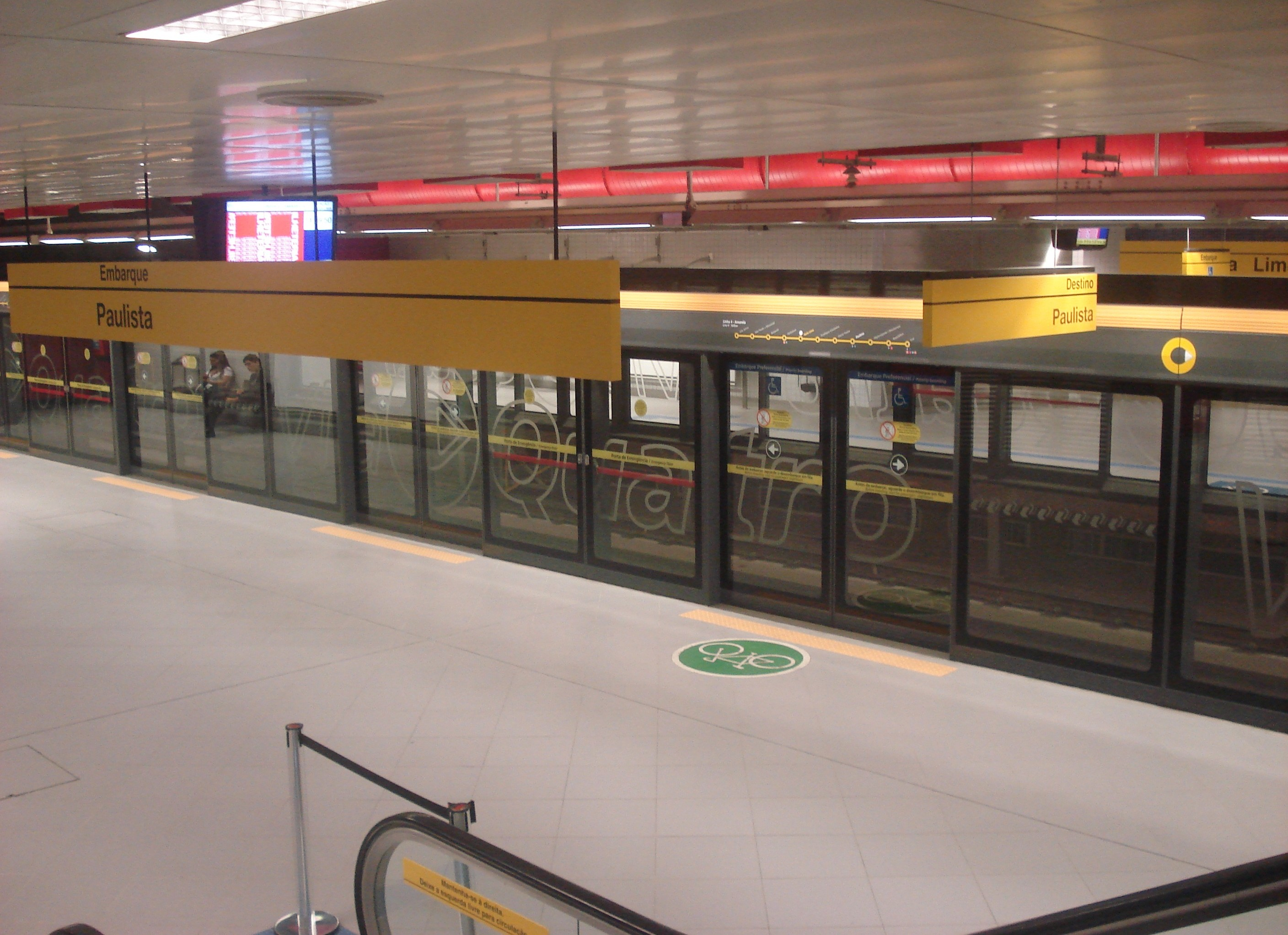
Plataforma de la Estación Faria Lima
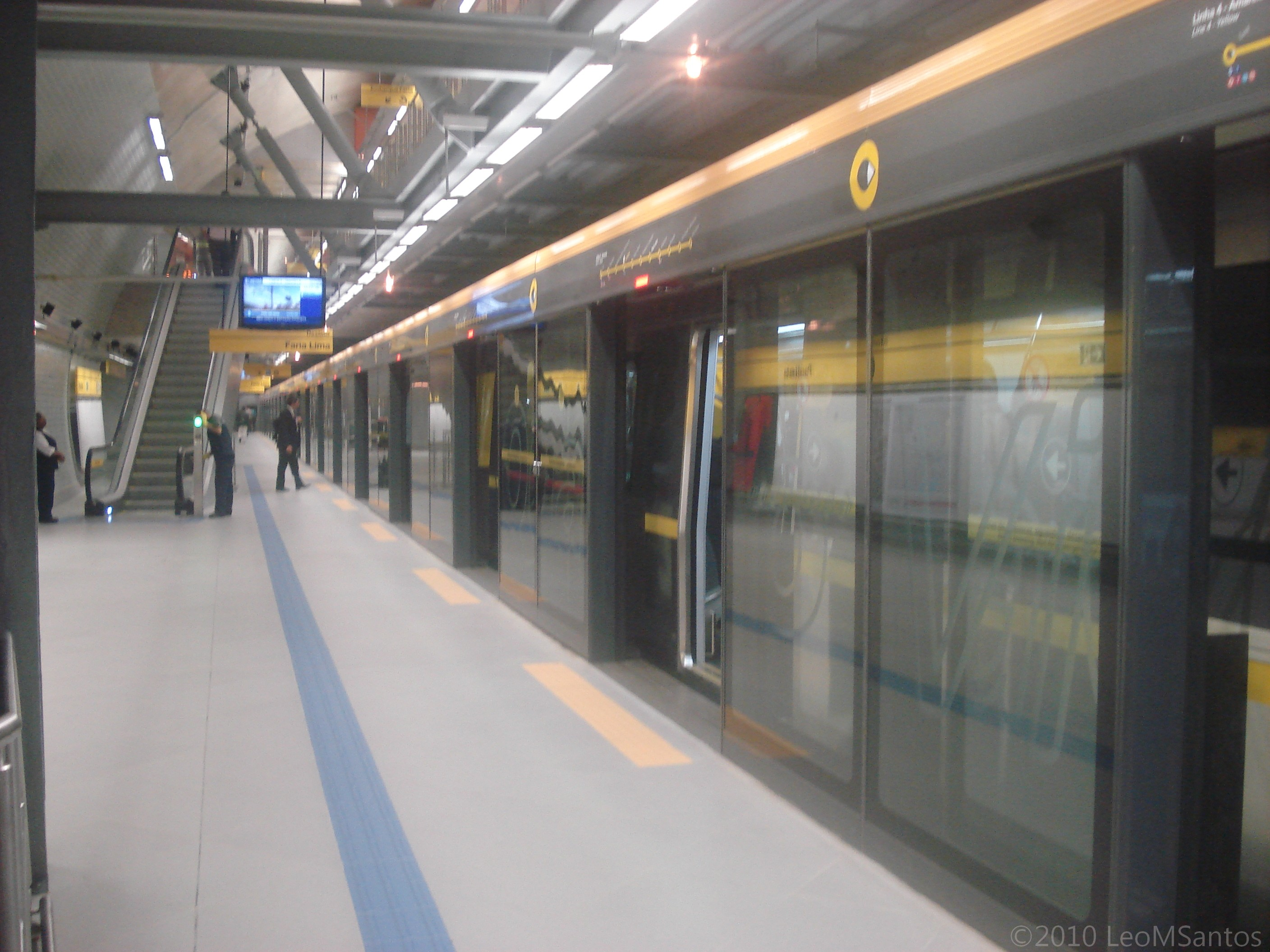
Plataforma de la Estación Paulista
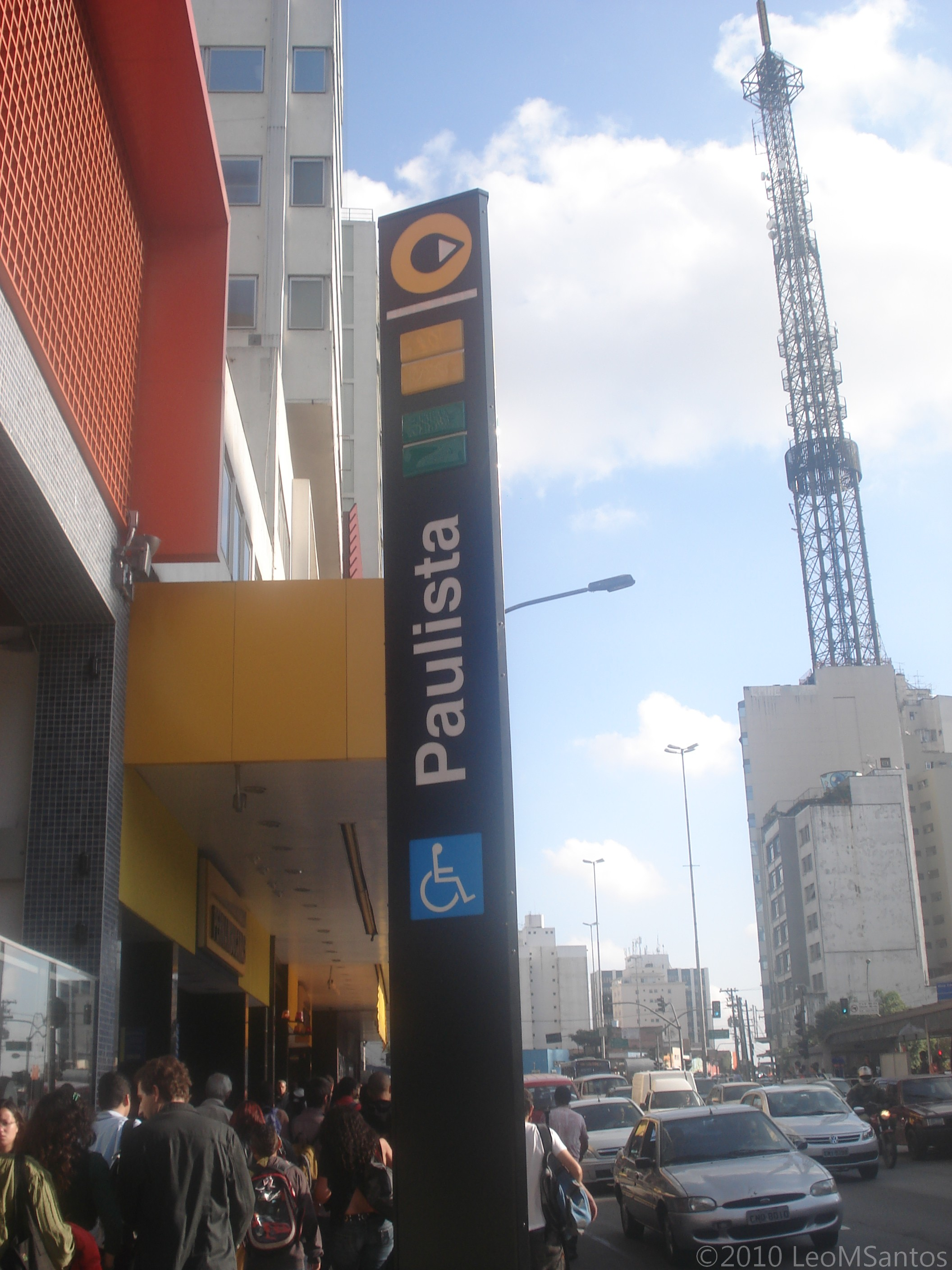
Totem de Identificación con el logo de ViaQuatro
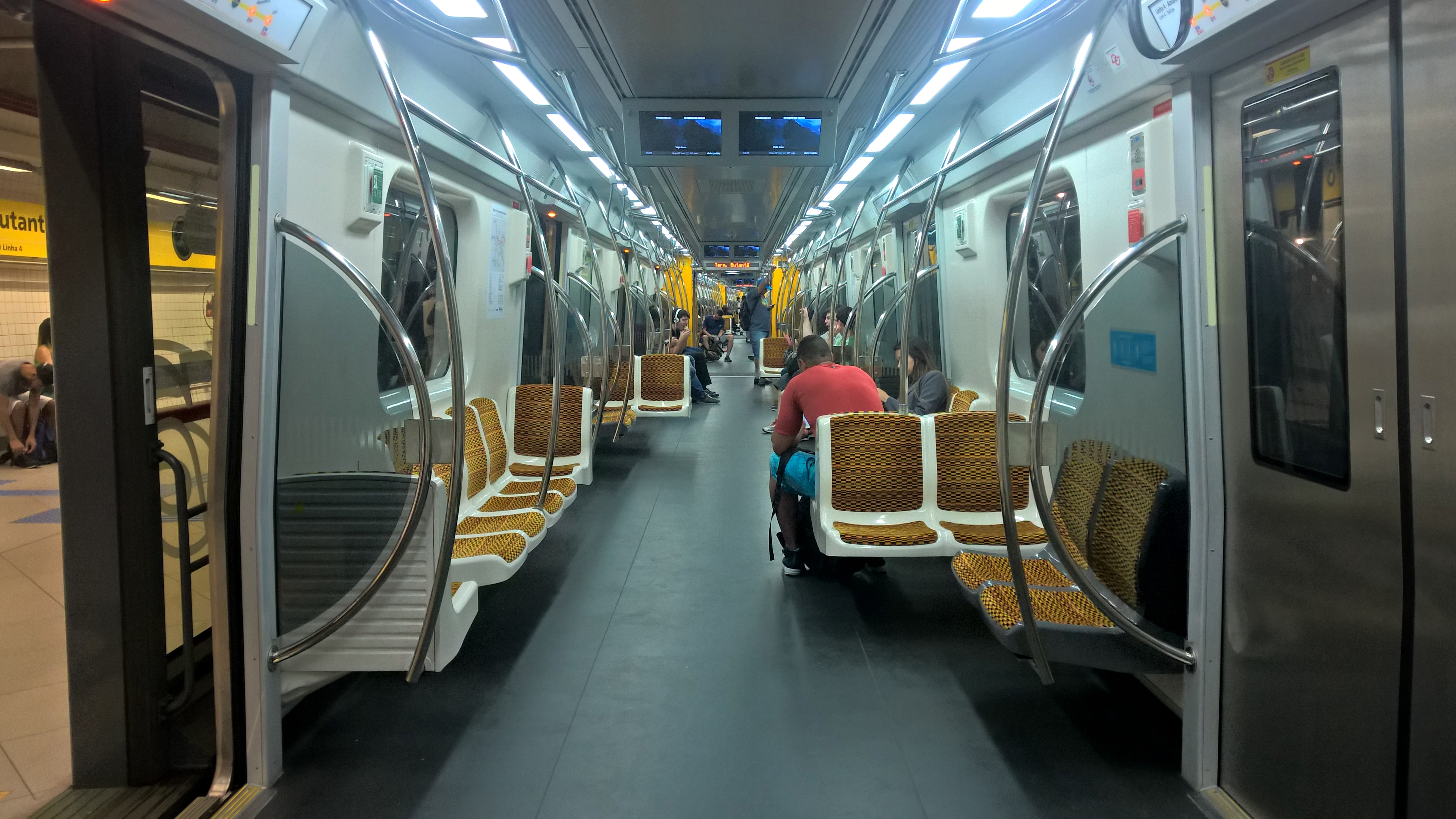
Vista interna de los trenes de la Línea 4.
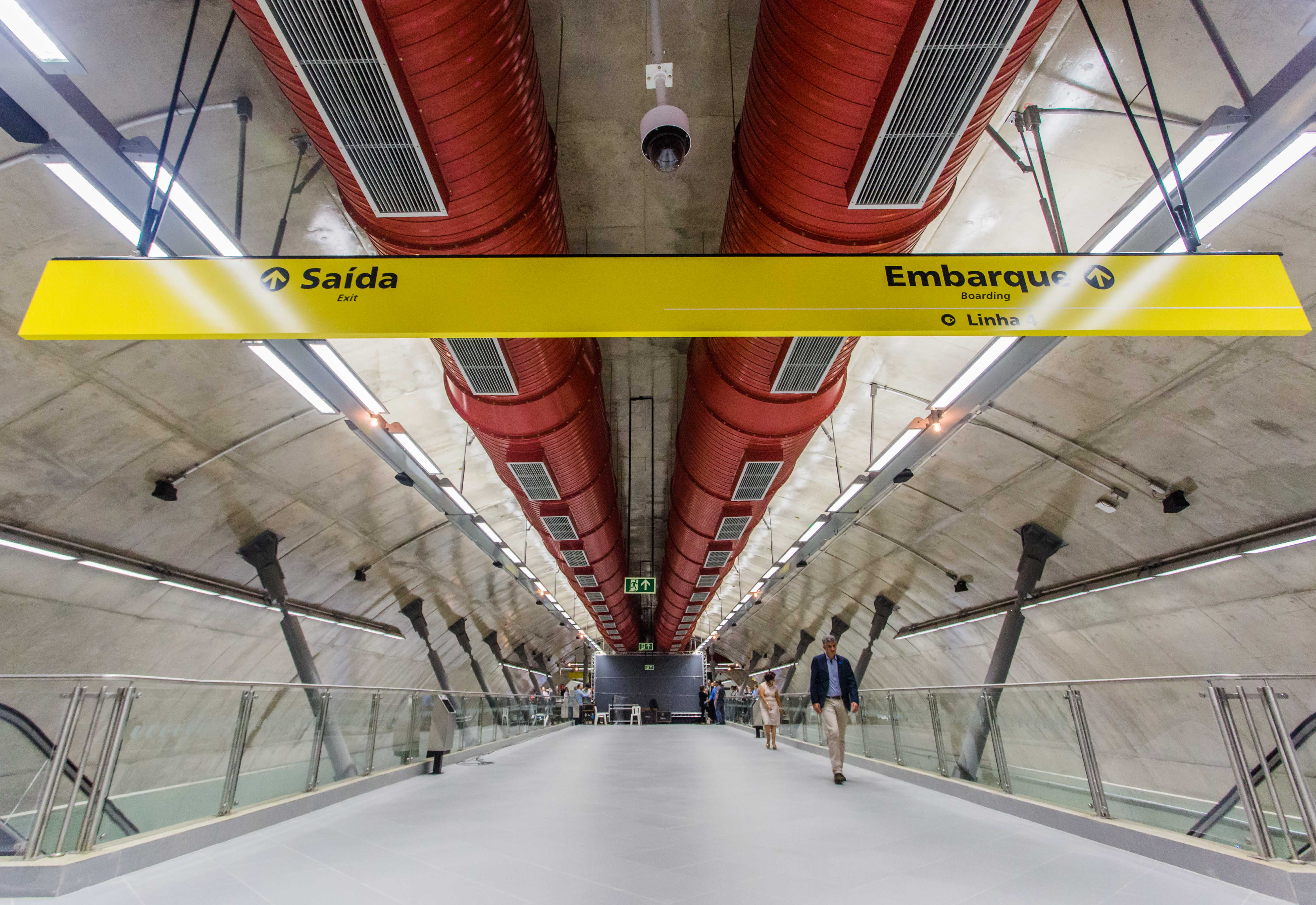
Acceso a los andenes de la Estación Higienópolis-Mackenzie .
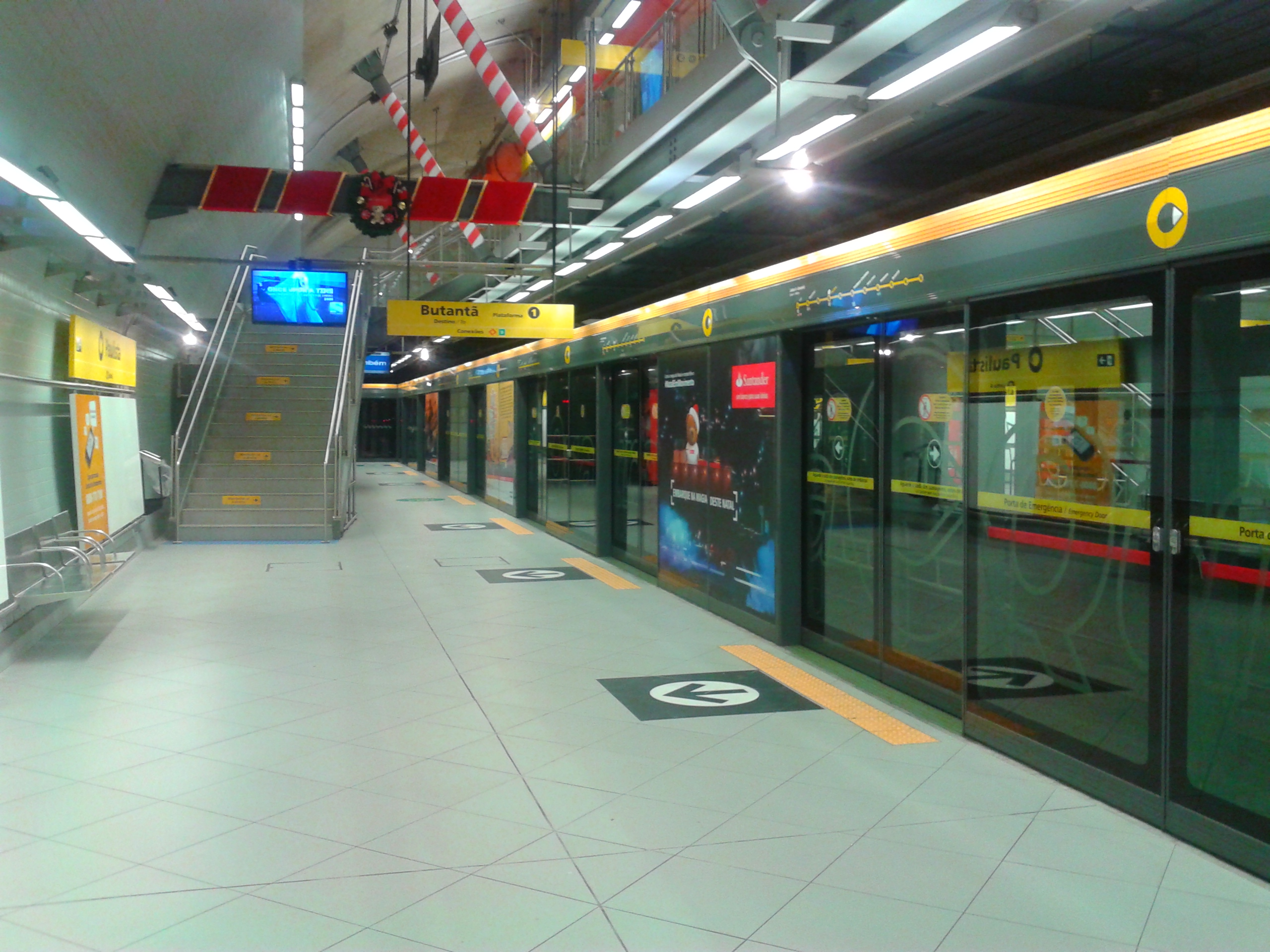
Estación Paulista con decoración de Navidad.
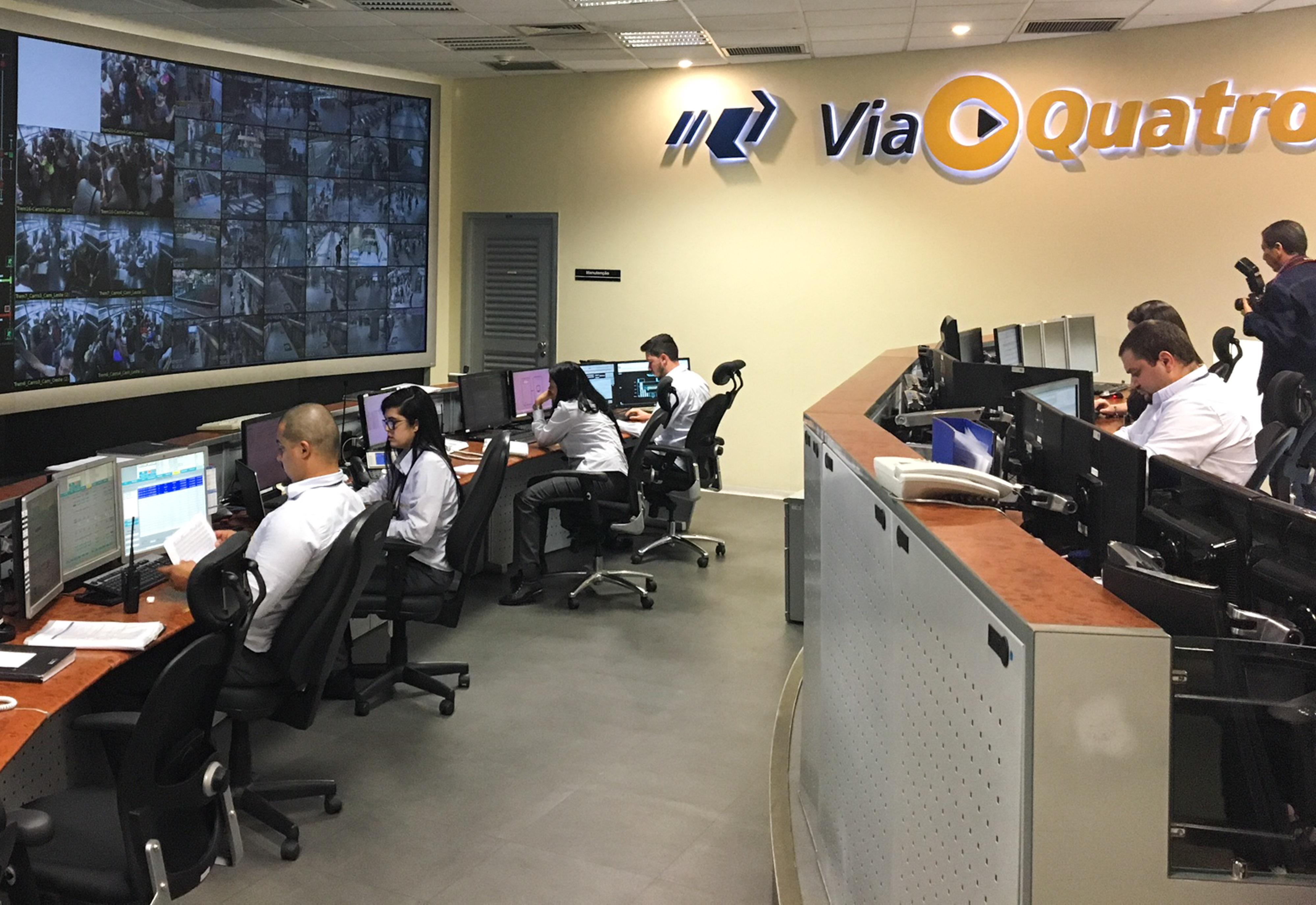
Centro de Control específico para la Línea 4 - Amarilla.
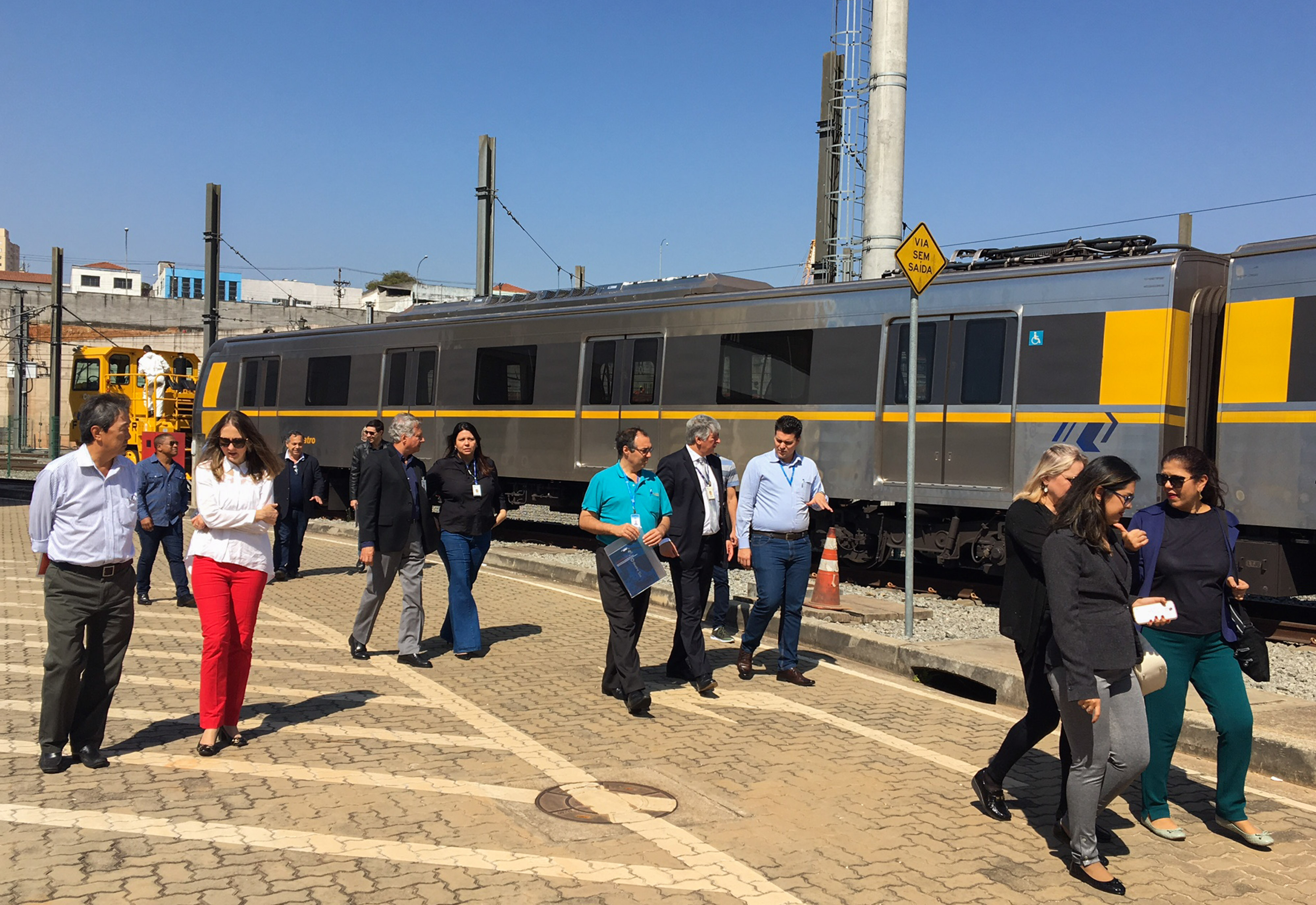
Tren de Línea 4 - Amarilla.
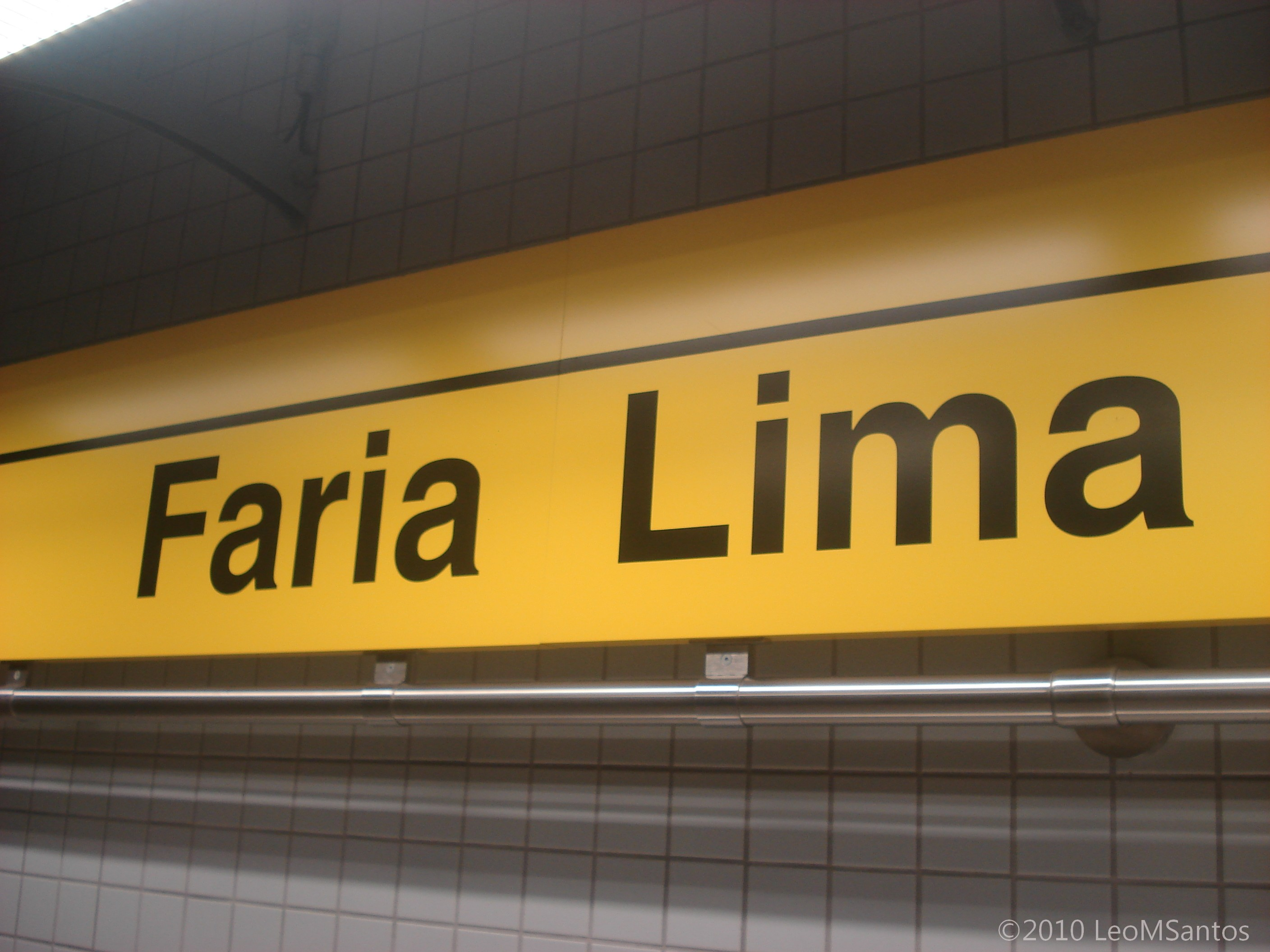
Estación Faria Lima - Identificación Visual
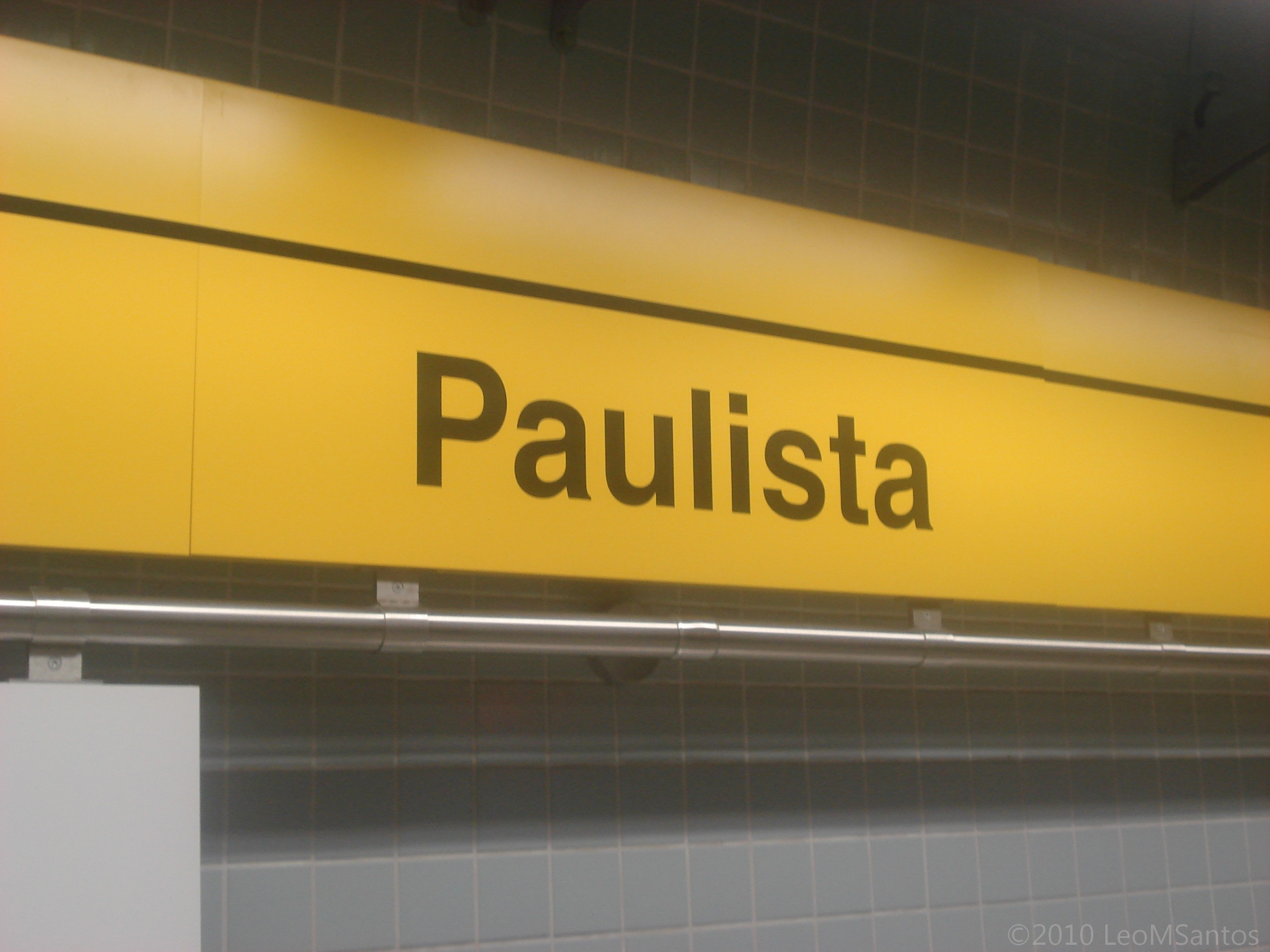
Estación Paulista - Identificación Visual
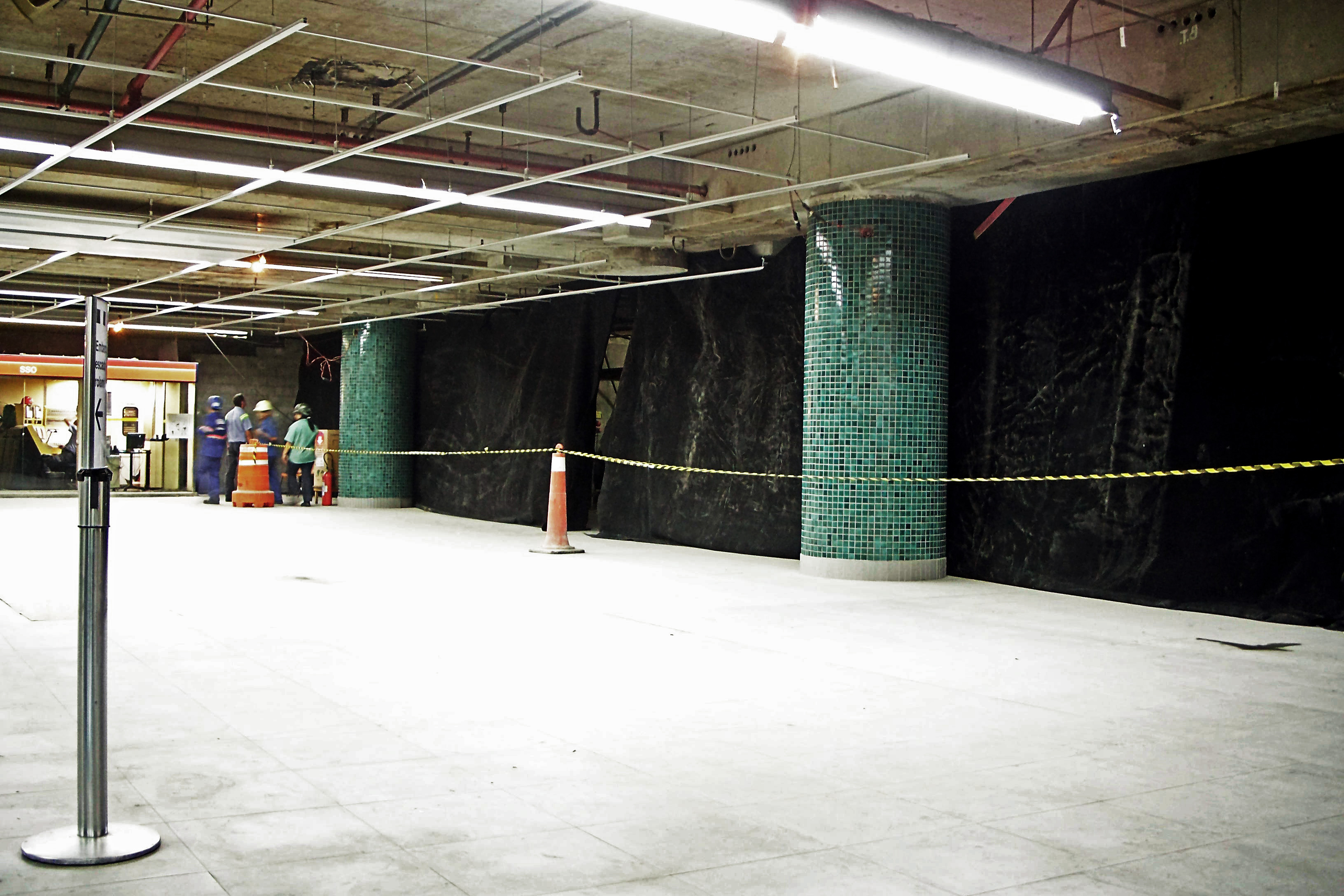
Obras en la Estación República, en 2009.
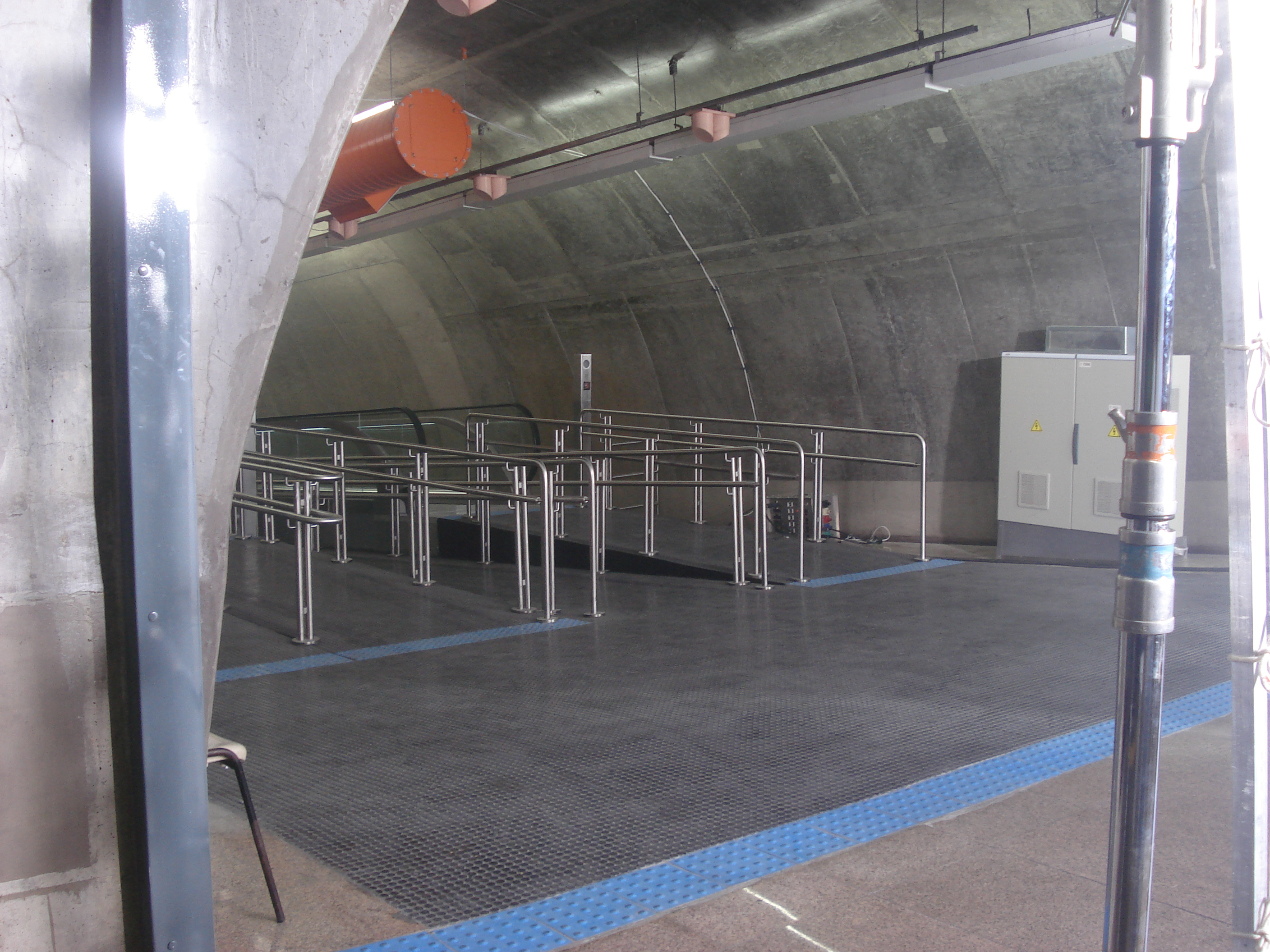
Obras en el acceso a la Estación Paulista en la Estación Consolação, en 2010.
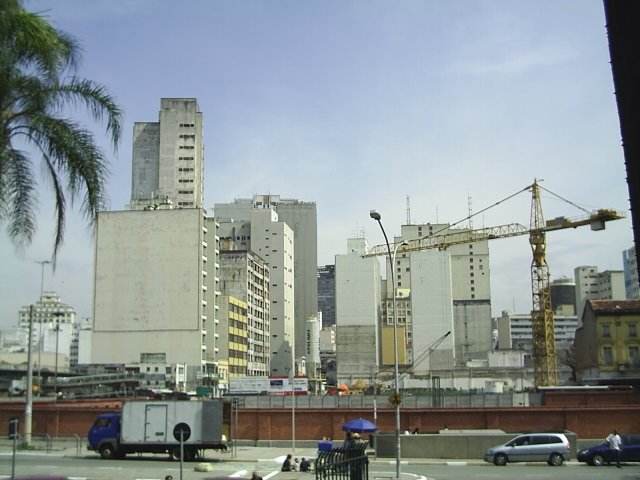
Obras en la Estación Luz.